# 俠盜獵車手 (Game Boy Advance)
《俠盗獵車手》（通称“俠盗獵車手·前進（GTA·Advance）”）是Rockstar Games出品，由Digital Eclipse開發，並於2004年10月26日發售的在Game Boy Advance（GBA）平台上運行的掌上遊戲。在遊戲中標誌顯示“Grand Theft Auto Advance”，但在宣傳上都一直寫作“Grand Theft Auto”。此遊戲在北美《俠盜獵車手：聖安地列斯》發布的同一天進行發售。
此游戏使用垂直视角，此种游戏视角还在此游戏系列前两作《侠盗猎车手》和《侠盗猎车手2》使用过。但也擁有在同系列3D遊戲中初次出現的车辆支线任务（比如「Vigilante」 与「Paramedic」)、平视显示器与多种武器。還有与之前的垂直视角的GTA游戏不同的是，在本作中车辆會翻車。
《俠盗獵車手》也是第一部在泛歐遊戲資訊組織和澳洲分級委員會分別獲得16+和M評級的《俠盗獵車手系列》遊戲。

## 游戏设定

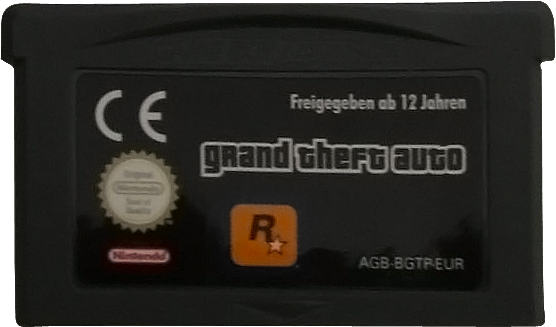
俠盜獵車手 (Game Boy Advance) 的遊戲卡帶

游戏的剧情设定在2000年，只比GTA3的剧情早了一年，而且也设定在GTA3的背景城市自由城。实际上剛開始部分开发者是想将Advance作为GTA3的移植版，可能是技术限制和时间有限的缘故，一些开发者拒绝了这个提案。
事实上这款游戏原本将作为GTA3的前传，因此規劃发生在GTA3剧情的一年前，而且地點就在GTA3的自由城。但是支线物品的收集地点全都改变了，比如说暴力任务、隐藏包裹和飞车特技点。于是在GTA3中熟悉这座城市的角角落落的玩家就必须在Advance中重新探索这座城市。城市中的三个岛屿做了明显的改变，以及出现了基本不可能在上帝视角游戏中出现的立体地图；游戏中没有明显的斜坡，而且海底隧道和轻轨系统也被移除了，玩家也无法进入弗朗西斯国际机场（Francis International Airport）的跑道。不过Advance中的自由城比GTA3裡面的大，波特兰岛尤为明显。
游戏的主角名為邁克（Mike），还有一些3代中的人物也出现在游戏中，例如炸弹店老板八號球和山口组头目之一的加瀨明日香，然而3代中的黑手党却没有成员再次出现，却加入了一些全新的角色例如Vinnie（邁克的朋友兼第一个雇主）、Cisco（Colombian Cartel的头目）, Jonnie（一个皮条客）和Yuka（Asuka的侄女）。几个GTA3中出现过的角色在Advance当中只是有着相同的脸的陌生人，例如金·科特尼（King Courtney）、上城雅迪帮头目（Uptown Yardies boss）。

## 人物
- 维尼、约翰尼、西斯科、八号球：邁克喜欢的人，这些人曾是邁克的雇主，他们有时会帮助麥克摆脱他无尽的仇恨。但是维尼的背叛却导致约翰尼和西斯科遇害身亡以及八号球受伤被捕。

- 明日香、科特尼：邁克不喜欢的人，原因是他们的目的往往丧心病狂，科特尼背叛了麥克，然后邁克与明日香还有科特尼绝交了。

- Yuka、Misty、无名的Cartel帮头目、两个无名妓女：麥克在游戏中遇见的其它几个人物。

## 游戏细节
这款游戏为GBA量身打造。作为一款掌机游戏它并没有人物配音或动态的过场动画，也没用GTA3那样备受好评的对白。所有的过场动画都只是人物+对话框+文本的形式，有时还伴有BGM。人物画风与3代的游戏包装和载入界面中的人物一样。不过替换了一些NPC的台词、在3代中玩家损坏NPC的车时NPC说的话，但是有限的卡带容量导致说来说去都是那么几句废话。
电台对于这款游戏来说无关紧要，就像GBC平台的GTA 1和GTA 2，每辆车播放的都是同一个电台，而且这个电台还会自动循环，无法换台。但在Advance的电台中有一部分来自2代和3代电台的经典歌曲的纯音乐版本。
种种游戏限制和与GTA SA同期发布，这成为了Advance受到粉丝们批评的原因，然后它变得更加冷门了。实际上一些喜欢上帝视角游戏的怀旧玩家说他们更喜欢那些复古的游戏。

## GTA中的唯一
- GTA Advance是GTA系列中唯一一款发生在3D宇宙却采用上帝视角来代替第三人称视角的游戏，唯一一款不是由Dan Houser（Rockstar Games副总裁兼GTA系列监督）监督、编剧或配音的作品，而且这款游戏没有索尼主机的版本。

- GTA Advance是GTA系列中第二款单平台独占的游戏（第一款是罪恶伦敦1961，只有PC版），也是同系列中第一款专为移动设备设计的游戏，还是同系列中唯一一款专为任天堂设备打造的游戏。

- GTA Advance是系列中唯一一款不是由Rockstar North开发的GTA。

- GTA Advance是久远的GTA系列中唯一一款原生车辆时速表的GTA。

- 在游戏主菜单中播放的Advance的主题曲竟然是由Slumpussy（GTA系列中的一个虚构乐队）创作的《This Life》，曾在GTA 1中的N-CT FM出现。